# 白木屋傳兵衛
白木屋傳兵衛 （しろきやでんべえ）は、東京都中央区京橋に存在する江戸箒を販売する老舗である。正式商号は株式会社白木屋中村傳兵衛商店（Shirokiya Nakamura Denbe Shoten Confectionery Co., Ltd）。

## 概要
- 白木屋傳兵衛は天保元年に銀座で創業。その後京橋に移った。
- 座敷箒は以前から存在していたが、「江戸箒」として箒の販売を始めたのは白木屋傳兵衛である。

（箒についての詳細は箒項目にて）
- 白木屋傳兵衛の作る江戸箒は全て植物原料で出来ており、エコロジーという観点から近年注目されている。
- 直営店は京橋の本店のみであるが、通信販売、百貨店等でも扱われている。

## 江戸箒と座敷箒の違い
- 国産のホウキモロコシという箒草を職人がさらに選び分けて材料とし、編み上げてゆくのが、江戸箒である。
- 江戸箒は座敷箒の進化版とも言われており、座敷箒のバランス・軽さを追求し、より実用的で簡素なフォルムとなっている。
- 江戸箒の編み込みの美しさは、“江戸の粋”であるとも言われている。